# Picathartes
A Picathartes a madarak osztályának verébalakúak (Passeriformes) rendjébe a gólyalábúvarjú-félék (Picathartidae) családjába tartozó nem.

## Rendszerezésük
A nembe az alábbi 2 faj tartozik:
- fehérnyakú gólyalábúvarjú (Picathartes gymnocephalus)
- szürkenyakú gólyalábúvarjú (Picathartes oreas)